# شیلفرید بروسوین
شیلفرید بروسوین (انگلیسی: Kjelfrid Brusveen; ۲۳ نوامبر ۱۹۲۶ – ۳ ژانویهٔ ۲۰۰۹) ورزشکار اسکی صحرانوردی اهل نروژ بود.